# Église Notre-Dame du Pont-Chrétien-Chabenet
Pour les articles homonymes, voir Église Notre-Dame et Notre-Dame.
L'église Notre-Dame du Pont-Chrétien-Chabenet est une église catholique française. Elle est située sur le territoire de la commune du Pont-Chrétien-Chabenet, dans le département de l'Indre, en région Centre-Val de Loire.

## Situation
L'église est située dans la région naturelle du Boischaut Sud. L'église dépend de l'archidiocèse de Bourges, du doyenné du Val de Creuse et de la paroisse d'Argenton-sur-Creuse.

## Histoire
L'église fut construite au XVe siècle.
L'édifice est inscrit au titre des monuments historiques, le 11 mai 1932.

### Quelques modillons de l'église

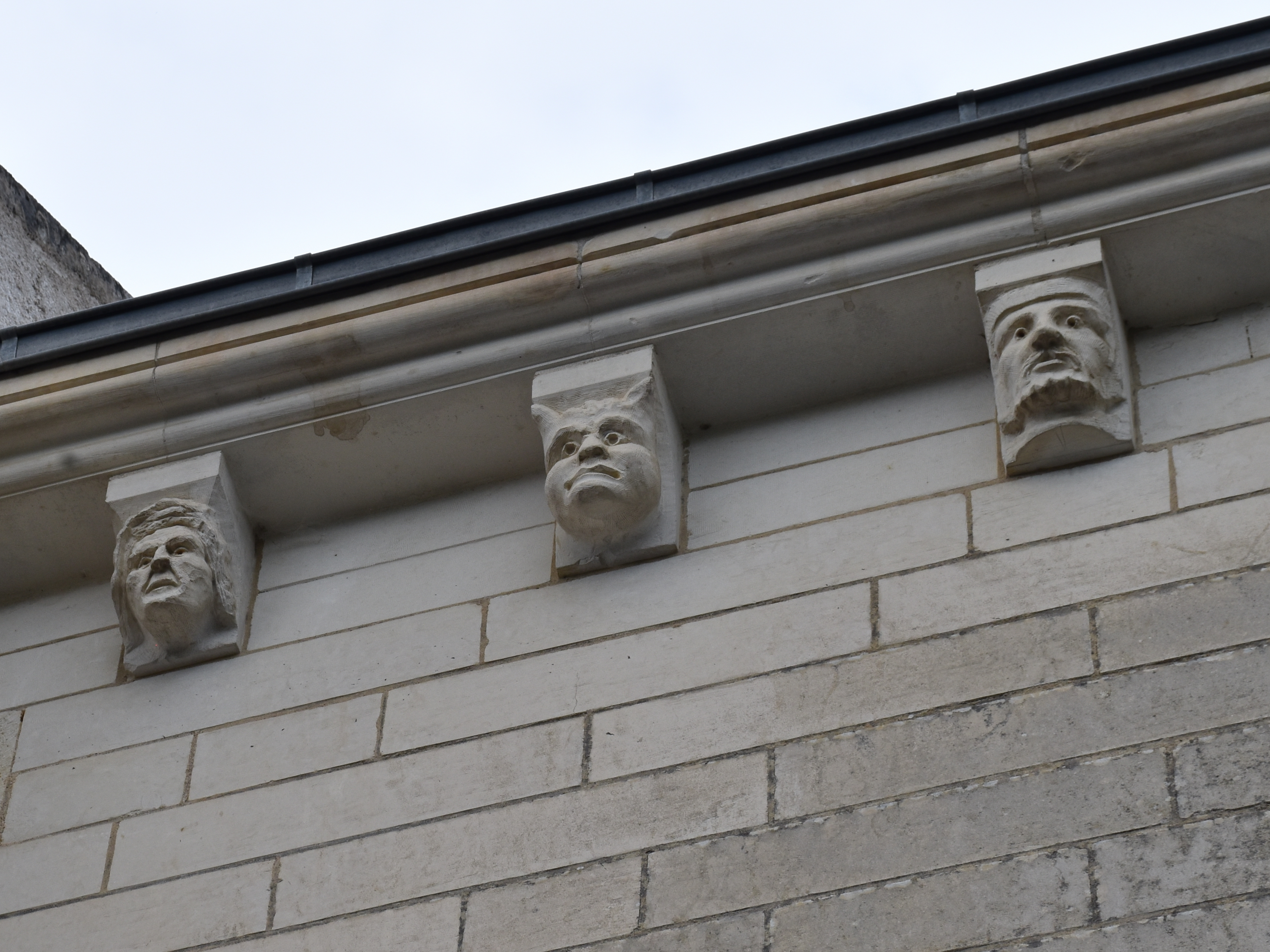
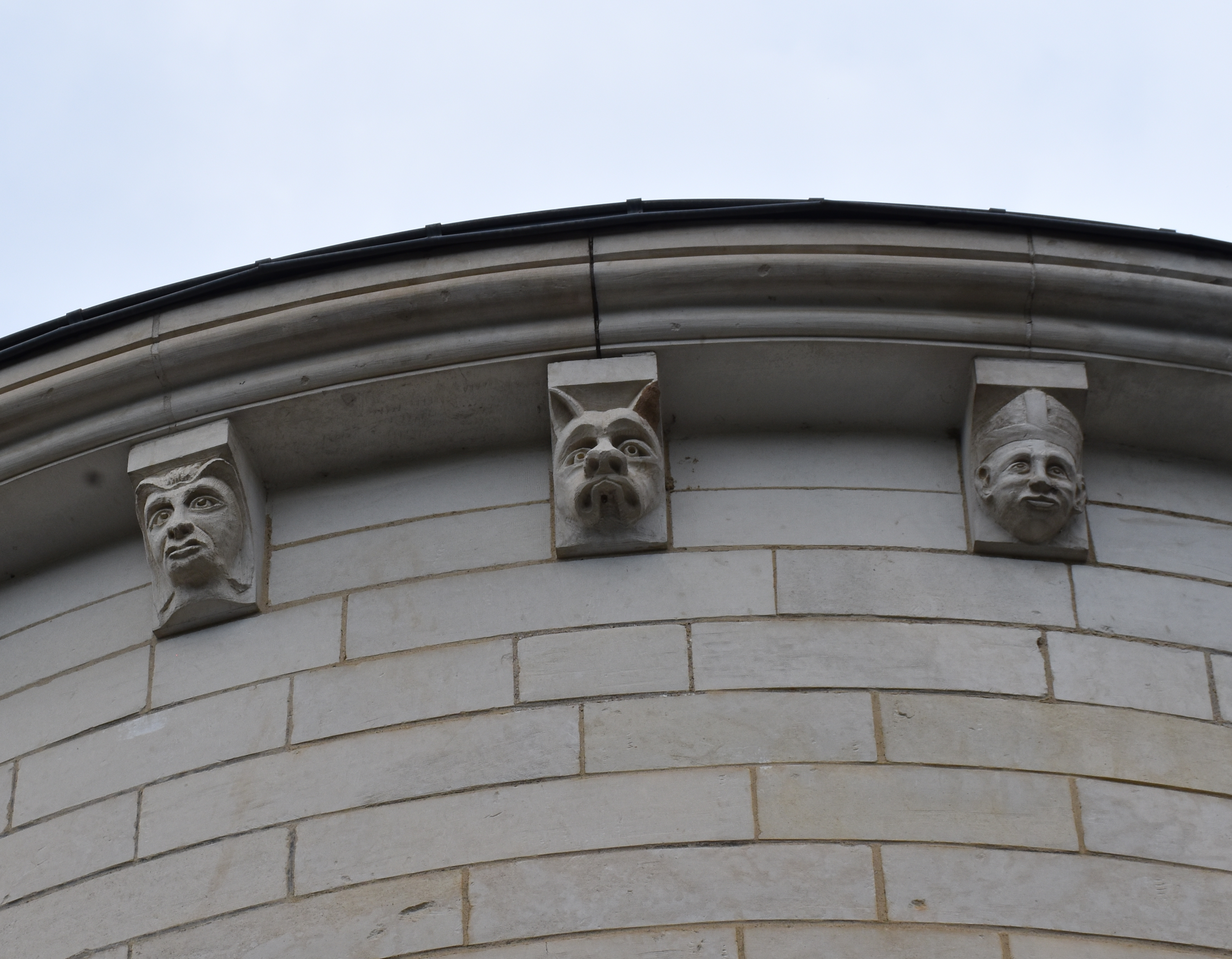
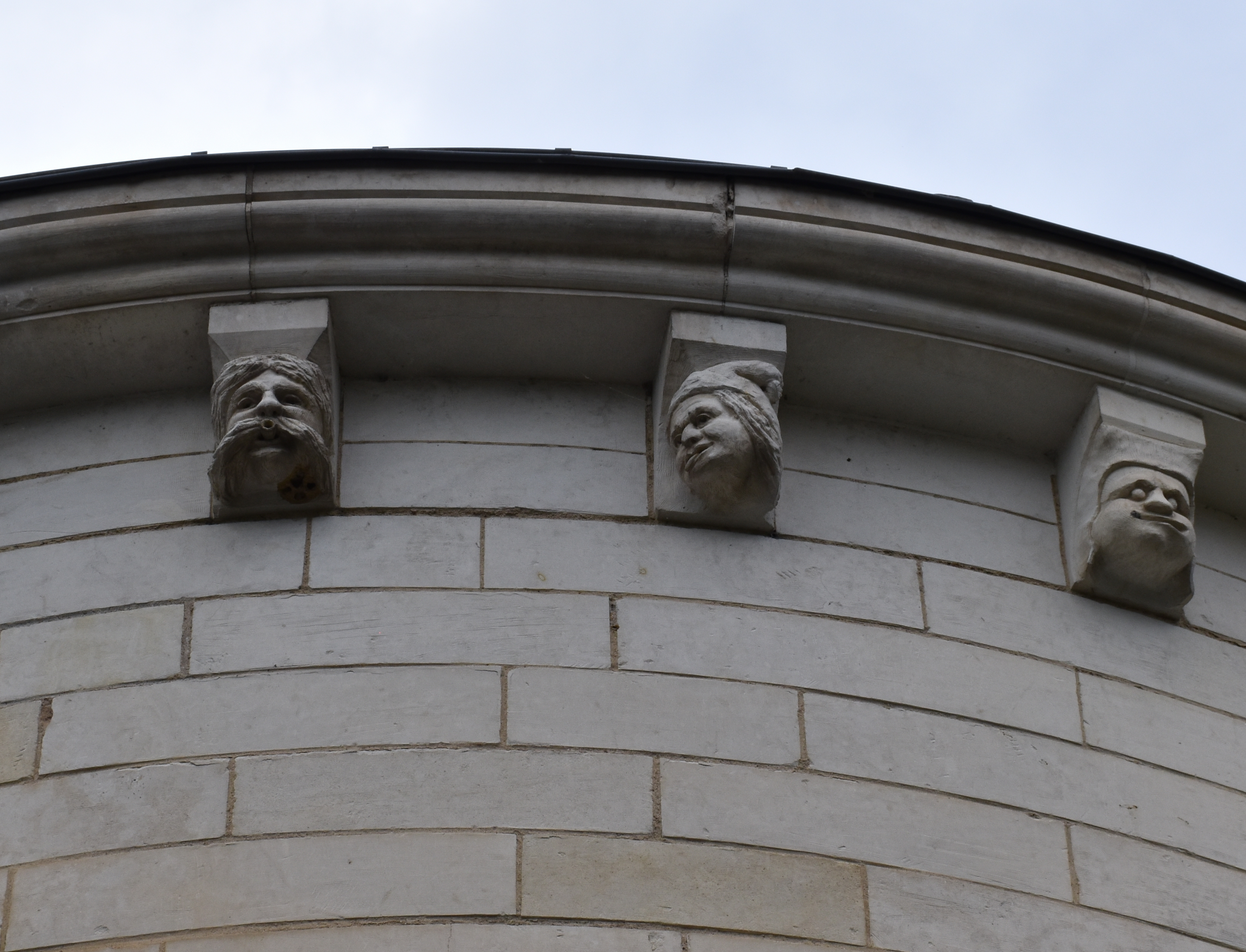
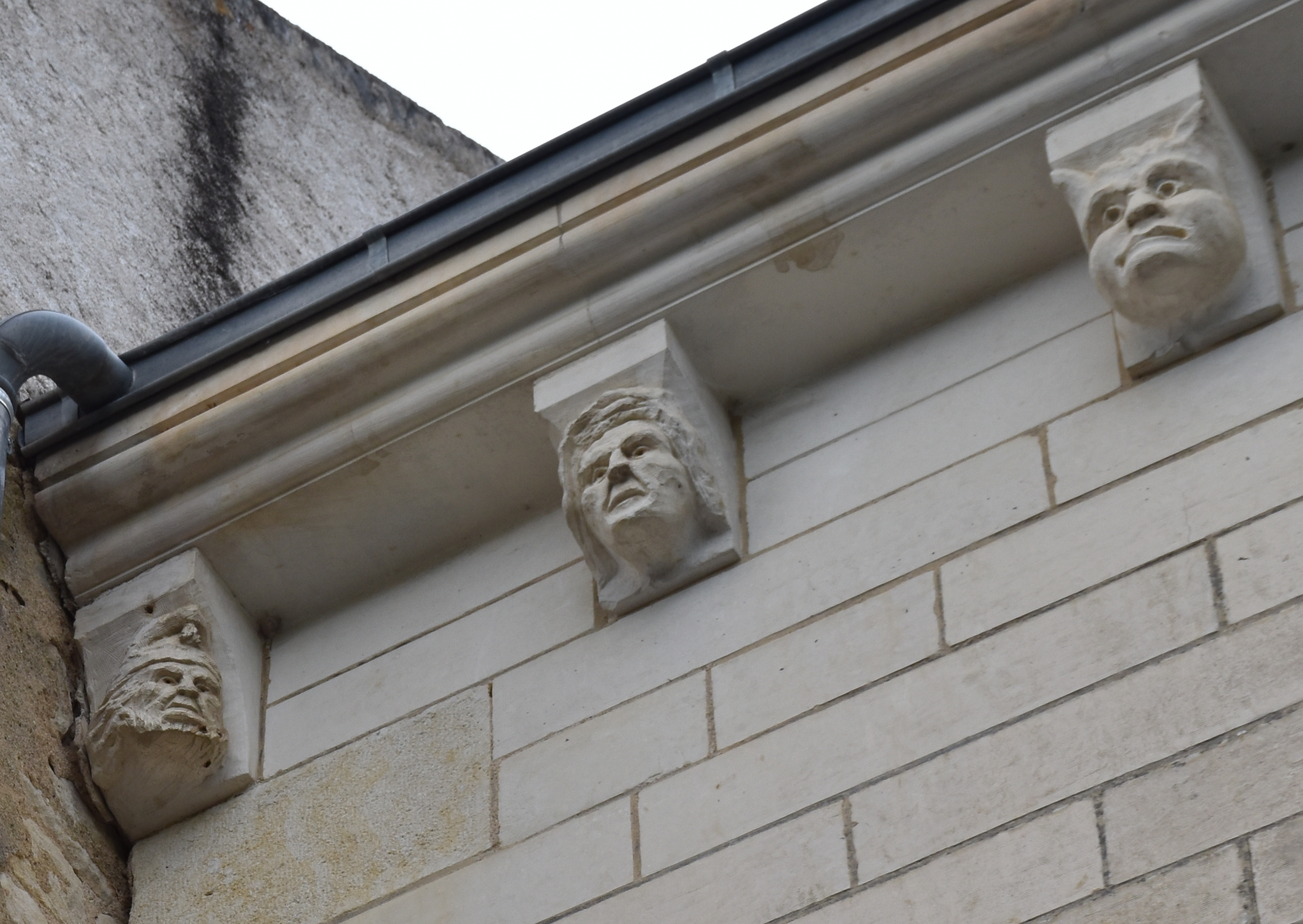
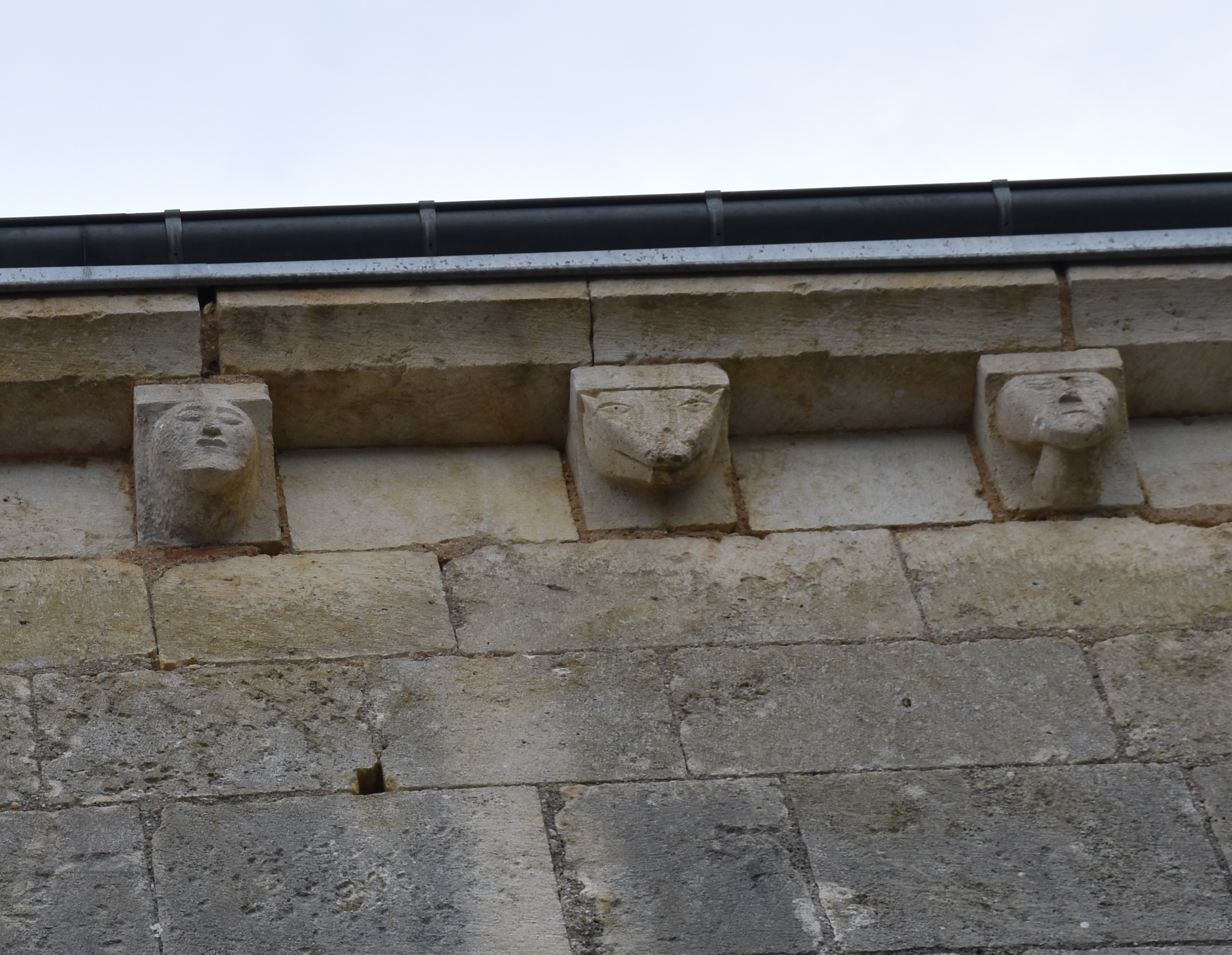
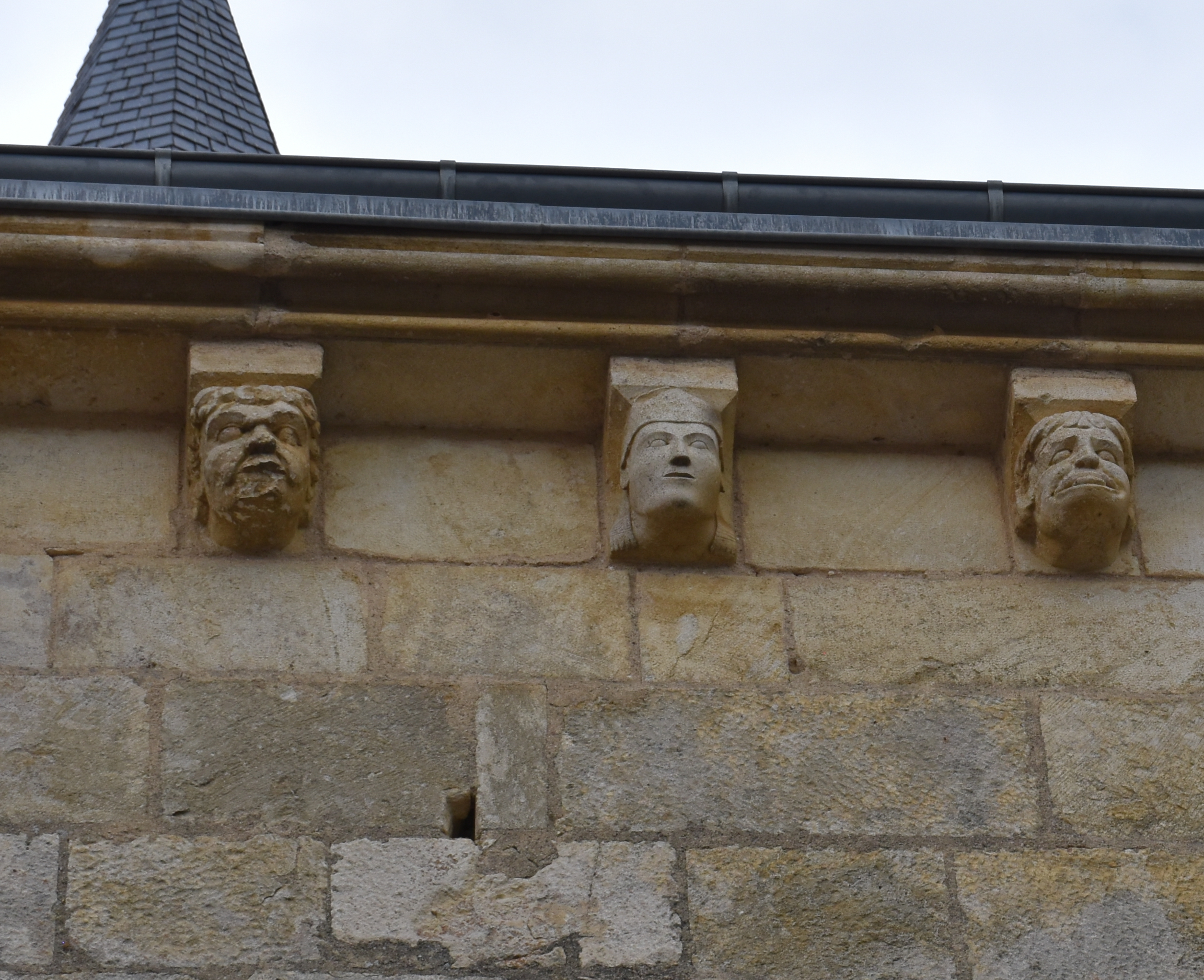
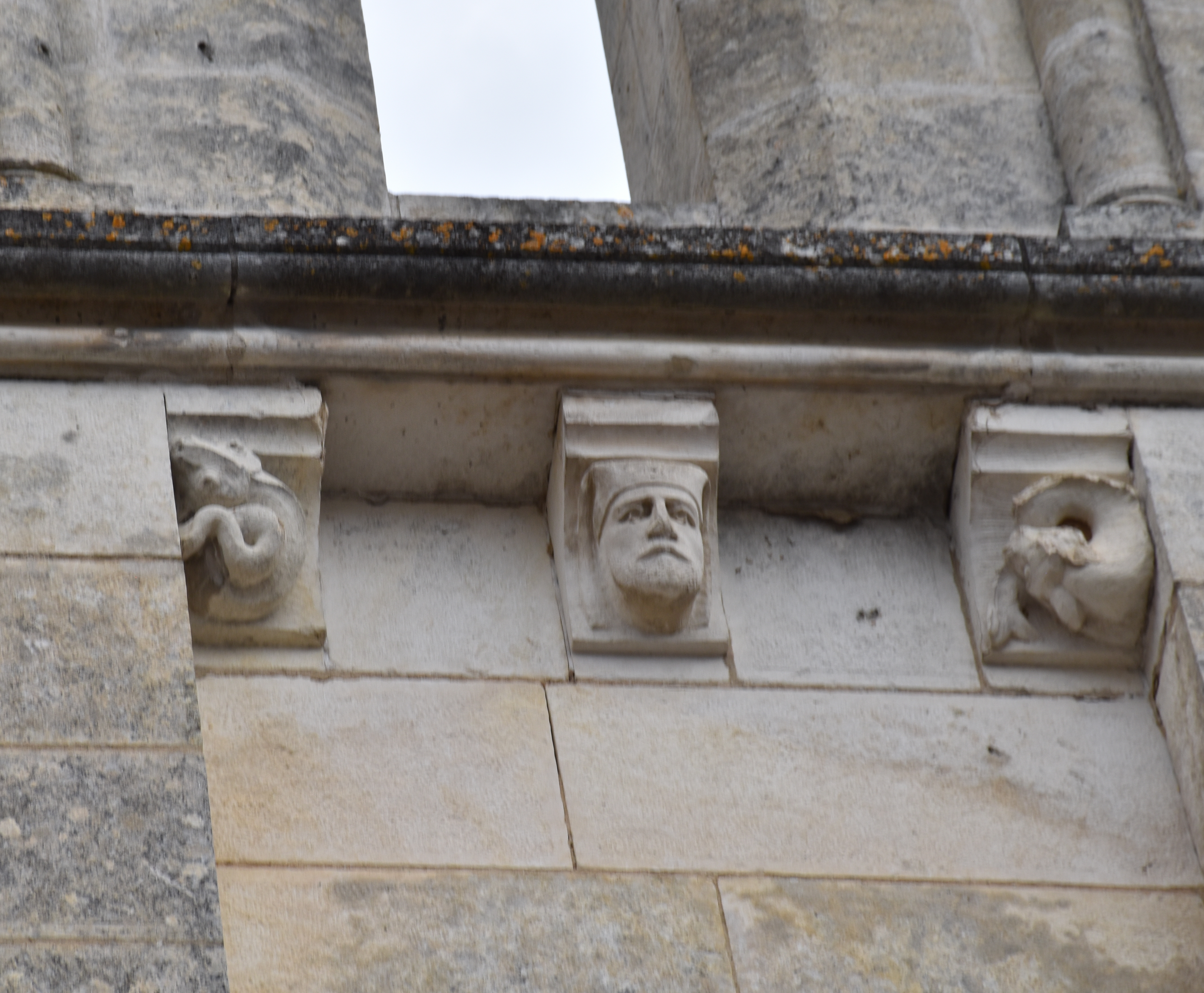